# Naturmateriale
Et naturmateriale eller naturprodukt er oprindeligt et forbrugsgode, som er fremstillet direkte ud fra naturens egne materialer og ofte kun med brug af lavteknologiske hjælpemidler. Et naturmateriale findes i modsætning til kunststof direkte i naturen. Naturmaterialer må altså skelnes fra naturgoder, som er ting, der eksisterer i naturen uden bearbejdning. De må på den anden side også skelnes fra produkter, der markedsføres som "naturprodukter", men som blot bærer betegnelsen, fordi de – modsat de lignende, konkurrerende eller tilsvarende produkter – er fremstillet ud fra råvarer, som findes i naturen. Møbler, der er fremstillet ved hjælp af limtræ, kan frit markedsføres som naturprodukter i denne betydning, fordi de ikke er lavet af f.eks. plastic eller rustfrit stål.
I den oprindelige betydning er naturmaterialer kun altså let bearbejdede og gerne lokalt fremstillede. Udveksling af naturmaterialer vil ofte ske som byttehandel, dvs. uden brug af penge som formidlende mellemled, og hvis de handles, da sker det på lokale markeder og ofte direkte mellem producent og slutforbrugeren. Dette afslører, at de ægte naturmaterialer er rester af en tidligere, betydeligt mindre markedsorienteret produktionsmåde.
Naturmaterialer er de stoffer, der vokser i naturen, enten som vegetabilia (planter): bark, træ, bambus, pil osv. eller som animalsk materiale: elfenben, tak, horn, perlemor, læder, osv.; men også f.eks. rav, sten, lava. 
Hvor kunststoffer (plastik m.m.) er skabt af mennesker, er naturmaterialerne til stede uden menneskelig intervention. Ordet naturmateriale har især fundet sin plads i sproget omkring årtusindskiftet, og måske i forbindelse med den større bevidsthed om økologi og sundhed og fjendtlighed mod "kemi", dvs. kunstigt frembragte stoffer (kemikalier), især når disse er sundhedsskadelige (hvad nogle naturmaterialer i øvrigt også er). 

## Eksempler på naturmaterialer
- Blår
- Bomuld
- Fiskelim
- Jydepotte
- Kopra
- Røget sild
- Skinke
- Teglsten
- Uld
- Æblemost